# Lee Myung-joo
Lee Myung-joo (Hangul: 이명주), född den 24 april 1990, är en sydkoreansk fotbollsspelare som sedan 2017 spelar i klubben FC Seoul i ligan K League 1. Den 22 december tog Sydkoreas förbundskapten ut Myung-joo till det asiatiska mästerskapet i fotboll 2015.

## Meriter
Med Pohang Steelers
- K League Classic (1): 2013
- Koreanska FA cupen (2): 2012, 2013